# Волинець Лідія Леонтіївна
Лідія Леонтіївна Волинець (нар. 1904, село Павлівка?, тепер Калинівського району Вінницької області — ?) — українська радянська діячка, голова колгоспу імені Мікояна села Павлівки Калинівського району Вінницької області. Депутат Верховної Ради УРСР 2-го скликання.

## Життєпис
До 1930 року працювала у своєму сільському господарстві, а з 1930 року — в колгоспі села Павлівки Калинівського району Вінницької області.
Під час німецько-радянської війни разом із синами перебувала у радянському партизанському загоні, який діяв у Калинівському районі Вінниччини. Була відома як «партизанська мати».
З 1945 року — голова правління колгоспу імені Мікояна села Павлівки Калинівського району Вінницької області.

## Нагороди
- орден Вітчизняної війни 2-го ст.
- медаль «Партизану Вітчизняної війни»
- медалі